# 이탈리아 국립영화연구소

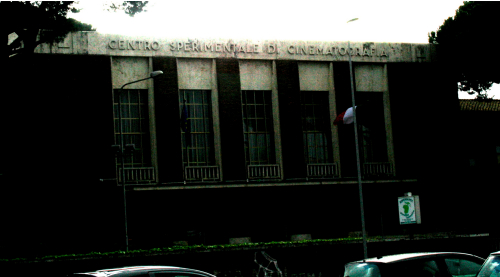
아틸리아 국립영화연구소

이탈리아 국립영화연구소(이탈리아어: Centro Sperimentale di Cinematografia; CSC, 영어: Experimental Film Centre or Italian National Film School)는 이탈리아 로마에 위치한 1935년에 설립된, 영상 및 영화의 예술성과 테크닉의 발전을 목표로 하는 이탈리아의 영화 및 영상예술 관련 기관이다.
이탈리아 국립영화연구소는 이탈리아 국립영화학교와 국립필름아카이브를 산하에 두고 있으며, 이탈리아 국립영화학교는 서유럽에서 가장 오래된 영화학교이다. 1935년 이탈리아 국립영화연구소는 베니토 무솔리니의 아래에 있었던 루이지 프레디(Luigi Freddi)가 설립되었으며, 이탈리아 정부에 의해 운영되고 있으며 교육, 연구, 출판 및 이론에 중점을 두고있다.
이탈리아에서 가장 중요한 영화 관련 기관이며 넓은 의미로의 영화 및 영상을 담당하여 영화, 다큐멘터리, 소설, 애니메이션을 담당하고 있다.

## 시설 및 교육
이탈리아 영화의 중심인 씨네시타(Cinecitta) 근처에 위치하여 있으며, 35mm 기자재들을 이용하여 3년간 학생들을 훈련시킨다. 소수 정예 수업인만큼 경쟁력이 매우 높고 시험을 통해서 입학이 허가된다. 공식적으로는 학사 과정이지만, 이미 학사, 석사, 박사 학위가 있는 학생들이 입학할 정도로 수준이 높은 교육을 한다.
학교의 교육자들로는 피에로 토시, 주세페 로투노 (Giuseppe Rotunno), 잔카를로 잔니니가 있다.
유명 졸업생들은 다음과 같다.

### 감독
- 미켈란젤로 안토니오니
- 주세페 데 산치스 (Giuseppe De Santis)
- 루이지 잠파 (Luigi Zampa)
- 피에트로 제르미 (Pietro Germi)
- 프란체스코 마셀리 (Francesco Maselli)
- 나니 로이 (Nanni Loy)
- 폴코 퀼리치 (Folco Quilici)
- 크리스티안 필리펠라 (Christian Filippella)
- 도메니코 디스틸로 *Domenico Distilo)
- 에메디오 그레코 (Emidio Greco)
- 카를로 베르도네 (Carlo Verdone)
- 프란체스카 아르치부지 (Francesca Archibugi)
- 릴리아나 카바니 (Liliana Cavani)
- 움베르토 렌치 (Umberto Lenzi)
- 실바노 아고스티 (Silvano Agosti)
- 마르코 벨로치오 (Marco Bellocchio)
- 로베르토 파엔차 (Roberto Faenza)
- 파우스토 브리치 (Fausto Brizzi)
- 살바토레 메레우 (Salvatore Mereu)
- 가브리엘레 무치노 (Gabriele Muccino)
- 주세페 페티토 (Giuseppe Petitto)
- 에로스 풀리엘리 (Eros Puglielli)
- 로베르타 토레 (Roberta Torre)
- 파올로 비르치 (Paolo Virzì)
- 베이코 불라지치 (Veljko Bulajic)

### 배우
- 알리다 발리 (Alida Valli)
- 카를라 델 포지오 (Carla Del Poggio)
- 안드레아 체치 (Andrea Checchi)
- 클라우디아 카르디날레
- 도메니코 모두뇨
- 조르지오 알베르타치 (Giorgio Albertazzi)
- 프란체스카 네리
- 엔리코 로 베르소 (Enrico Lo Verso)
- 로렌조 리첼미 (Lorenzo Richelmy)

### 촬영감독
- 네스토르 알멘드로스 (Néstor Almendros)
- 필로 브레그스테인 (Philo Bregstein)
- 파스콸리노 데 산치스 (Pasqualino De Santis)
- 비토리오 스토라로 (Vittorio Storaro)